# كاي ميلز
كاي ميلز (بالإنجليزية: Kay Mills)‏ هي صحفية ومؤرخة أمريكية، ولدت في 4 فبراير 1941 في واشنطن العاصمة في الولايات المتحدة، وتوفيت في 13 يناير 2011.